# Elisabeth Marbury

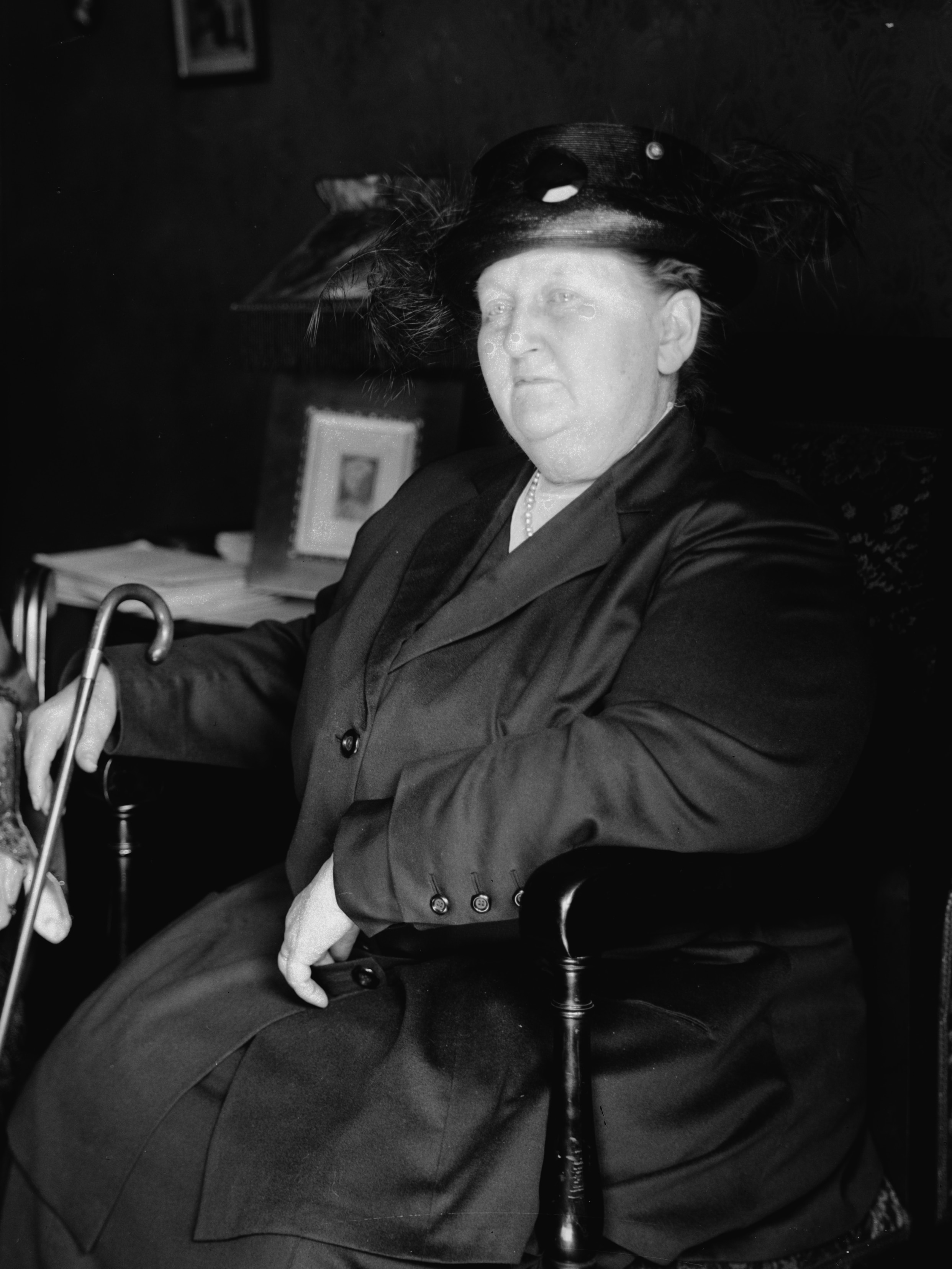
Elisabeth Marbury

Elisabeth Marbury (* 19. Juni 1856 in New York City; † 22. Januar 1933 ebenda) war eine US-amerikanische Theater- und Literaturagentin. Als Theaterproduzentin vertrat sie bekannte Künstler und Schriftsteller im späten 19. und frühen 20. Jahrhundert, unter anderem Oscar Wilde, George Bernard Shaw, Cole Porter, Sir James Matthew Barrie.
Elisabeth Bessy Marbury wuchs in einer angesehenen und wohlhabenden Kaufmannsfamilie auf. Deren Vorfahren – darunter Anne Hutchinson – gehörten zu den ersten Siedlern mit englischer Herkunft im Bundesstaat New York. Marbury war nie verheiratet, lebte aber offen, was viele Beobachter als eine lesbische Beziehung sahen, mit der Innenarchitektin Elsie de Wolfe, später bekannt als Lady Mendl, zusammen.

## Werke (Auswahl)
- 1888 Manners. A handbook of social customs
- 1923 My Crystal Ball: Reminiscences